# Centurions de Nîmes
I Centurions de Nîmes sono una squadra di football americano di Nîmes, in Francia, fondata nel 1998.

## Dettaglio stagioni

### Tornei nazionali

#### Campionato

##### Division Élite
| Stagione | regular season | regular season | regular season | regular season | regular season | regular season | playoff | playoff | playoff | playoff | playoff | playoff    | playoff    |
|          | Vin            | Par            | Per            | Tot            | PF             | PS             | Vin     | Per     | Tot     | PF      | PS      | risultato  | avversaria |
| -------- | -------------- | -------------- | -------------- | -------------- | -------------- | -------------- | ------- | ------- | ------- | ------- | ------- | ---------- | ---------- |
| 2014     | 2              | 0              | 6              | 80             | 143            | 234            | -       | -       | -       | -       | -       | -          | -          |
| 2015     | 1              | 0              | 9              | 10             | 166            | 295            | -       | -       | -       | -       | -       | Retrocessi | -          |
| Totale   | 3              | 0              | 15             | 18             | 309            | 529            | -       | -       | -       | -       | -       |            |            |

Fonti: Enciclopedia del Football - A cura di Massimo Mezzetti

##### Deuxième Division
| Stagione | regular season | regular season | regular season | regular season | regular season | regular season | playoff | playoff | playoff | playoff | playoff | playoff   | playoff    |
|          | Vin            | Par            | Per            | Tot            | PF             | PS             | Vin     | Per     | Tot     | PF      | PS      | risultato | avversaria |
| -------- | -------------- | -------------- | -------------- | -------------- | -------------- | -------------- | ------- | ------- | ------- | ------- | ------- | --------- | ---------- |
| 2017     | 0              | 0              | 9              | 9              | 76             | 391            | -       | -       | -       | -       | -       | -         | -          |
| 2018     | 0              | 0              | 10             | 10             | 44             | 355            | -       | -       | -       | -       | -       | -         | -          |
| Totale   | 0              | 0              | 19             | 19             | 120            | 746            | -       | -       | -       | -       | -       |           |            |

Fonti: Enciclopedia del Football - A cura di Massimo Mezzetti

### Riepilogo fasi finali disputate
| Anno           | Luogo | Evento     | Fase del torneo      | Incontro                                    | Risultato |
| 16 giugno 2013 |       | Division 2 | Spareggio promozione | Centaures de Grenoble - Centurions de Nîmes | 14 - 27   |

## Palmarès
- 2 Caschi d'Oro (2009, 2013)
- 1 Casco d'Argento (2005)